# Ermita de San Sebastián (Carenas)
La ermita de San Sebastián pertenece al término municipal de Carenas, provincia de Zaragoza, España. 

## Historia
Construida en torno a finales del siglo XIII y principios del XIV, la ermita se construyó con dinero de los fieles, ya que San Sebastián era el santo que curaba la peste, tan corriente en esta época. Poco después nacería su cofradía, la cual mantendría junto con el ayuntamiento la ermita hasta su derrumbe en el siglo XX por culpa del agua.

## Cofradía de San Sebastián
San Sebastián era el abogado contra la peste, y se eligió como patrón de Carenas en alguno de los desastres tan frecuentes en la Edad Media. Es de las más antiguas de Carenas. La ermita de San Sebastián es de fines del siglo XIII y poco después nace su cofradía, a lo largo del siglo XIV. La cofradía y el ayuntamiento eran los propietarios de esta, hasta que se derrumbó. Es una de las pocas que persisten hoy en día, y de las más activas y populosas.
- Datos: Q5836220